# Gran Oriente Nacional de España
El Gran Oriente Nacional de España fue una obediencia masónica histórica española.

## Historia
Existió desde el segundo tercio del siglo XIX hasta que en septiembre de 1889 se disolvió por Miguel Morayta Sagrario, tras unir el Gran Oriente de España (GOdE) y el Gran Oriente Nacional de España (GONE), para dar lugar al Grande Oriente Español (GOE).
En el artículo 1º de la Constitución del Grande Oriente Nacional de España se definía así la francmasonería:

La Francmasonería es un sistema de filosofía práctica, que promueve la civilización, ejerce la beneficencia y tiende a purificar el corazón, mejorando las costumbres y combatiendo el vicio; mantiene el honor en los sentimientos y disipa la ignorancia y el error, propagando la ilustración en todas las clases sociales.

## Logias que pertenecieron al Gran Oriente Nacional de España
- Logia Alona de Alicante
- Logia Constante Alona de Alicante
- Logia Hijos del Progreso de Madrid
- Logia Vega Florida de Murcia
- Logia Fraternidad Ibérica de Madrid
- Respetable Logia Capitular La Aurora Número 1, Oriente de Ponce en Puerto Rico.
- Logia La Justicia n.º 123 de Avilés

## Grandes Maestres
- Francisco de Paula de Borbón, infante de España.
- Alfredo Vega, Vizconde de Ros